# Ed Ricketts
Edward Flanders Robb (Ed) Ricketts (Chicago, 14 mei 1897 – Monterey, 11 mei 1948) was een Amerikaans marien bioloog, ecoloog en filosoof. Hij is met name bekend om zijn publicaties over intergetijdenecologie, met name Between Pacific Tides (1939) en om zijn invloed op de schrijver John Steinbeck. Het boek Sea of Cortez, later herdrukt als The Log from the Sea of Cortez, is een verslag van een van hun samenwerkingen. Ricketts stond model voor meerdere personages in Steinbeck romans, waaronder Doc in Een blik in Cannery Row.

## Biografie
Ed Ricketts werd op 14 mei 1897 geboren in Chicago. Hij was het oudste kind van Abbott Ricketts en Alice Beverly Flanders Ricketts. Hij had een jongere zus, Frances, en een jongere broer, Thayer. Na een jaar college te hebben gevolgd maakte Ricketts reizen naar Texas en New Mexico. In 1917 werd hij ingedeeld bij het medische korps van het Amerikaans leger.
Na de militaire dienst studeerde Ed korte tijd zoölogie aan de Universiteit van Chicago. Hij maakte zijn studie niet af, maar ging liftend en te voet van Indiana naar Florida. Ricketts deed enkele maanden over zijn reis en publiceerde zijn ervaringen in het tijdschrift Travel. Toen hij in Chicago terugkeerde bracht hij nog enige tijd door aan de universiteit.
In 1922 ontmoette Ricketts Anna Barbara Maker en trad datzelfde jaar met haar in het huwelijk. Een jaar later kregen ze een zoon, Edward F. Ricketts jr. geheten, en verhuisden naar Pacific Grove in Californië. Samen met zijn studiegenoot Albert E. Galigher richtte Ricketts Pacific Biological Laboratories op, een bedrijf dat mariene dieren leverde aan scholen, laboratoria en musea. Galigher en Ricketts leverden ze levend, opgezet of geprepareerd op voorwerpglaasjes. In 1924 werd Ricketts de enige eigenaar van het laboratorium. Hij en Anna kregen nog twee dochters: Nancy Jane op 28 november 1924 en Cornelia op 6 april 1928. Tussen 1925 en 1927 verhuisden Ricketts' zus Frances en zijn ouders naar Californië. Zowel Frances als Abbott hebben met Ricketts in Pacific Biological Laboratories gewerkt.

### Cannery Row

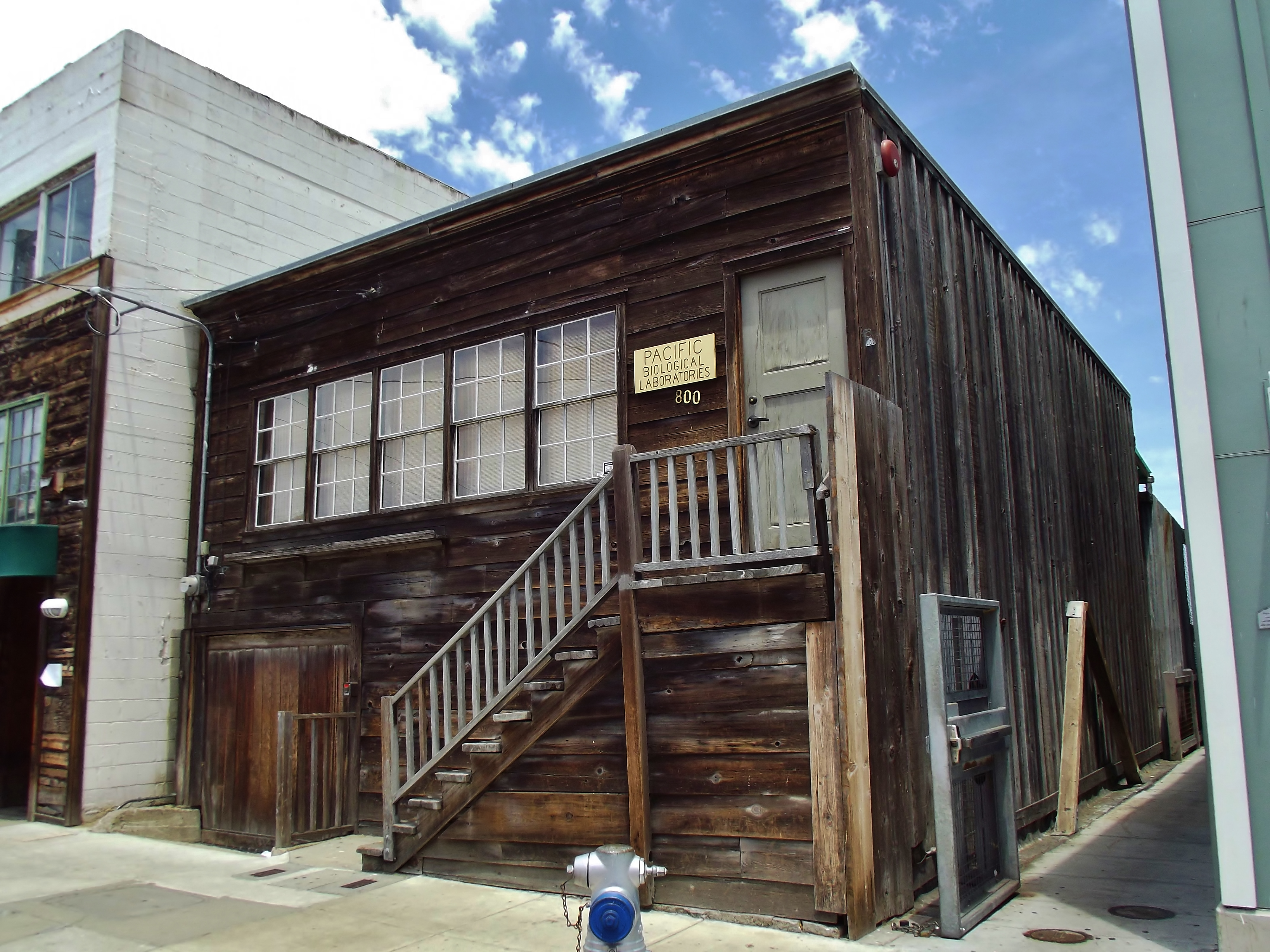
Pacific Biological Laboratories in Cannery Row

Rond januari 1930 verhuisden Ricketts en Anna naar het nabijgelegen Monterey. Pacific Biological Laboratories werd ondergebracht in Ocean View Avenue, het huidige Cannery Row. In oktober van dat jaar ontmoette Ricketts John Steinbeck en diens vrouw Carol in de wachtkamer van de tandarts.  Steinbeck had zelf van 1919 tot 1925 mariene biologie aan de Stanford-universiteit gestudeerd en werd goede vrienden met Ricketts. Carol ging ruim een jaar parttime voor Pacific Biological Laboratories werken en ook Steinbeck bracht veel tijd met Ricketts door. Steinbeck schreef over hem:

After the first moment I knew him, and for the next eighteen years I knew him better than I knew anyone, and perhaps I did not know him at all. Maybe it was that way with all of his friends. He was different from anyone and yet so like that everyone found himself in Ed.
(Vanaf het moment dat ik hem ontmoette en gedurende de daaropvolgende achttien jaar kende ik hem beter dan wie maar ook. En mogelijk kende ik hem helemaal niet. Misschien gold dat voor al zijn vrienden. Hij was anders dan anderen en tegelijk zo hetzelfde dat iedereen zichzelf in Ed herkende.)
—  John Steinbeck

Anna verliet Ricketts in 1932 en vertrok met de twee dochters. In 1936 scheidden ze definitief en Ricketts verhuisde naar zijn laboratorium. Op 25 november van dat jaar brak er brand uit in een nabijgelegen conservenfabriek en verwoestte het laboratorium. Vrijwel alles ging verloren, waaronder Ricketts' onderzoeksrapporten, manuscripten en naslagwerken. Alleen zijn kluis, auto en typemachine bleven gespaard. Steinbeck financierde de herbouw van het laboratorium en werd mede-eigenaar van Pacific Biological Laboratories.

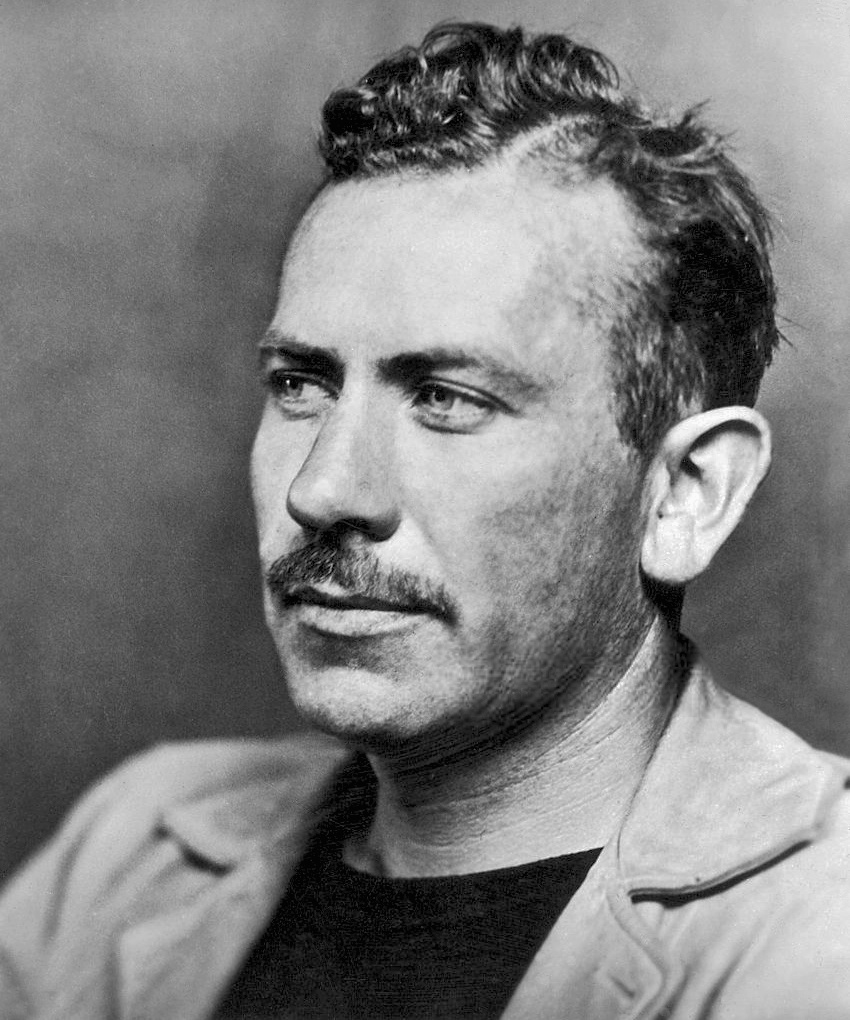
John Steinbeck in 1939

In 1940 charterde Richetts en Steinbeck een vissersboot en voeren op de Golf van Californië om ongewervelden te verzamelen. Hun bevindingen publiceerden ze in het boek Sea of Cortez. In datzelfde jaar begon Ricketts een relatie met Eleanor Solomons Jackson, met wie hij een ongeregistreerd huwelijk aanging. Eleanor en haar dochter Katherine Adele trokken bij Ricketts' laboratorium in. Ze hielp hem met het redigeren van The Log From the Sea of Cortez, een bewerking van Sea of Cortez. Tot hun vriendenkring behoorden naast Steinbeck ook de schrijver Henry Miller en de literatuurwetenschapper Joseph Campbell, die enige tijd als assistent in het laboratorium heeft gewerkt. Miller beschreef Ricketts als 

a most exceptional individual in character and temperament, a man radiating peace, joy and wisdom.
(een uitzonderlijk persoon in karakter en temperament, een man die vrede, vreugde en wijsheid uitstraalt)
—  Henry Miller in The Air-Conditioned Nightmare

Tijdens de Tweede Wereldoorlog diende Ricketts in het leger als technicus in het medisch laboratorium. Gedurende zijn diensttijd, die tot oktober 1942 duurde, bleef Ricketts mariene dieren verzamelen en zijn bevindingen op papier zetten.

### Na de Tweede Wereldoorlog
Steinbeck publiceerde in 1945 zijn roman Een blik in Cannery Row. Ricketts stond model voor de wereldvreemde Doc, de hoofdpersoon in het verhaal. De plaats van verhandeling is de directe omgeving van Docs laboratorium, gebaseerd op Pacific Biological Laboratories. Vanaf de publicatie van Steinbecks boek werd het laboratorium in Monterey regelmatig bezocht door toeristen en journalisten.
Op 5 oktober 1947 stierf Ricketts' stiefdochter Katherine aan een hersentumor. Eleanor verliet Ricketts een korte tijd later. Begin 1948 trok Alice Campbell bij Ricketts in, een muziek- en filosofiestudente die half zo oud was als hij. In datzelfde jaar maakte Ricketts en Steinbeck plannen om een reis te maken naar Brits-Columbia. Ze wilden een boek publiceren over het mariene leven ten noorden van Alaska, getiteld The Outer Shores. Op 8 mei, een week voor de geplande expeditie, werd Ricketts in zijn auto aangereden door een trein, op de spoorwegovergang van Drake Avenue in Monterey. Hij stierf op 11 mei 1948 aan zijn verwondingen. Op de plaats van het ongeluk werd een standbeeld van Ricketts opgericht.

## Werk

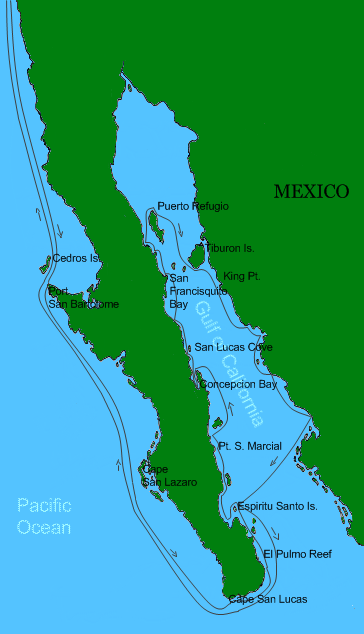
Route van Ricketts' en Steinbecks bootreis op de Golf van Californië

Ed Ricketts behoorde in zijn tijd tot de weinige biologen die organismen in het intergetijdengebied in een ecologische context bestudeerden. Zijn eerste belangrijke wetenschappelijke publicatie was Between Pacific Tides in 1939, dat hij samen met Jack Calvin schreef. Het boek wordt door veel biologen beschouwd als een pionierend standaardwerk voor mariene ecologie. Het bevat foto's, tekeningen en beschrijvingen van eigen observaties en is voor een breed publiek toegankelijk geschreven. Ricketts deelde de beschreven organismen niet in naar taxonomische classificatie, maar naar habitat. Mogelijk is Between Pacific Tides het eerste verslag van het leven in de intergetijden van de Baai van Monterey.
Ricketts' volgende boek was Sea of Cortez, dat uit twee delen bestond. Het eerste deel is verhalend en werd samen met John Steinbeck geschreven. Dit deel werd later uitgegeven als The Log From the Sea of Cortez, zonder vermelding van Ricketts' naam. Het tweede deel is getiteld Annotated Phyletic Catalog en bevat een opsomming van mariene organismen, gesorteerd op taxonomische indeling. Ricketts voorzag dit deel van verscheidene aantekeningen over hun ecologie.
Nadat de markt in ingeblikte sardines instortte, stelde Ricketts een onderzoek in naar het verdwijnen van de sardines in de Baai van Monterey. Hij plaatste in 1947 een artikel in de Monterey Peninsula Herald, waarin hij beschreef waar de sardines waren gebleven: "They're in cans".

### Filosofische werken
Naast zijn publicaties over het mariene leven schreef Ed Ricketts drie filosofische essays. Deze reviseerde hij regelmatig aan de hand van zijn gesprekken met Joseph Campbell, Henry Miller en andere vrienden. In zijn eerste essay zette Ricketts zijn idee uit van "niet-teleologisch denken": een manier van zaken beschouwen zoals ze zijn, in plaats van ze te verklaren. In zijn tweede essay, getiteld The Spiritual Morphology of Poetry, stelde Ricketts vier categorieën voor om poëzie te klasseren, van naïef tot transcendent. Hij deelde beroemde gedichten in deze categorieën in, onder andere van John Keats en Walt Whitman. De derde essay was The Philosophy of 'Breaking Through, waarin Ricketts transcendentie in de kunst beschreef. Hij memoreerde hierin zijn eigen ervaringen, zoals de eerste keer dat hij de opera Madama Butterfly hoorde.
John Steinbeck ondernam verschillende pogingen om Ricketts' filosofische essays aan een uitgever te verkopen. Desondanks zag Ricketts alleen zijn eerste essay gepubliceerd in The Log From the Sea of Cortez, als los hoofdstuk met de titel Non-Teleological Thinking. Na zijn dood werden Ricketts' essays en andere werken gebundeld in The Outer Shores, vols. 1 and 2, samengesteld door Joel Hedgpeth.

## Invloed

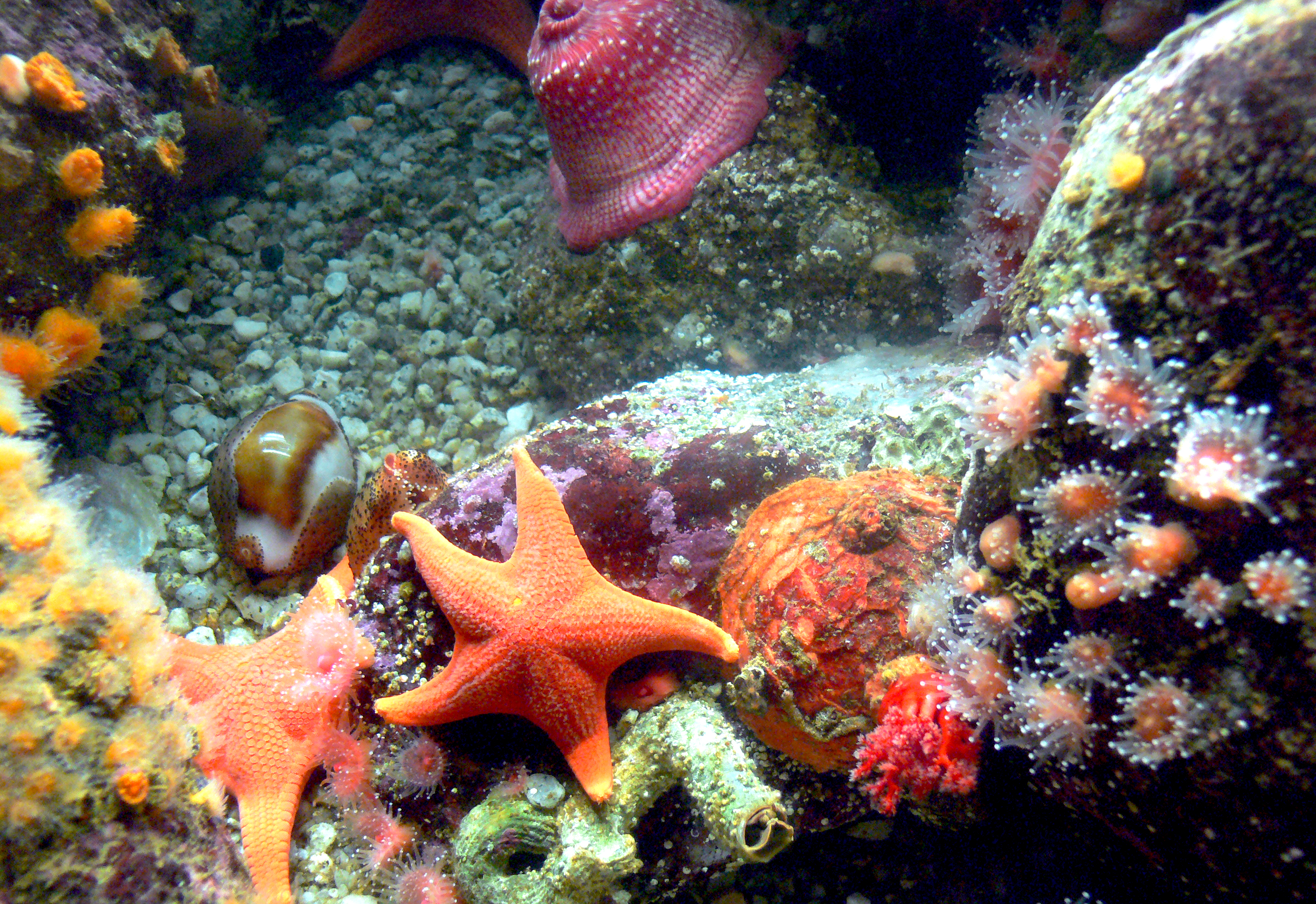
Mariene ongewervelden in het Monterey Bay Aquarium

Ricketts focus op ecologie in plaats van taxonomie had een grote invloed op het Monterey Bay Aquarium in Cannery Row, dat in 1984 werd geopend. Het aquarium toont voornamelijk het leven uit de Baai van Monterey, waarbij de nadruk ligt op de verschillende ecosystemen.
Ricketts' laboratorium was een ontmoetingsplaats van schrijvers, filosofen, kunstenaars en musici. Bekende personen die regelmatig te gast waren zijn John Steinbeck, Bruce Ariss, Joseph Campbell, Adelle Davis, Henry Miller, Lincoln Steffens en Francis Whitaker. Er werden discussies gehouden over filosofie, wetenschap en kunst. Soms ontwikkelden dergelijke vergaderingen in feestjes die enkele dagen duurden, zoals gepersifleerd in Steinbecks romans. 
Joseph Campbell was enige tijd de buurman van Ricketts. Dit was in de periode dat hij aan zijn boek over vergelijkende mythologie werkte, dat in 1949 verscheen onder de titel The Hero with a Thousand Faces. Het werk bevat veel dezelfde elementen als de (ongepubliceerde) werken van Ricketts en Steinbeck. Ook Campbell speelde met het idee voor een roman met Ricketts in de hoofdrol, maar heeft dit nooit verwezenlijkt.
Ricketts stond model voor meerdere personages in de romans van Steinbeck. In Een blik in Cannery Row en het vervolg, Goede donderdag (1954), was hoofdpersoon Doc op hem gebaseerd. Andere op Ricketts gebaseerde personages zijn Doc Burton in Het onrecht van de sterkste (1936), Jim Casy in De druiven der gramschap (1939), Dokter Winter in De vliegenvanger (1942) en Vriend Ed in De felle gloed (1950). Tijdens hun expeditie op de Golf van Californië bezochten Steinbeck en Ricketts het Mexicaanse La Paz. Hier vond Steinbeck inspiratie voor zijn novelle De parel, dat in 1947 werd gepubliceerd. Volgens Ricketts' biograaf Eric Enno Tamm ging de kwaliteit van Steinbecks romans na Ricketts' dood zichtbaar achteruit, met uitzondering van  Ten oosten van Eden (1952).

## Eerbetoon

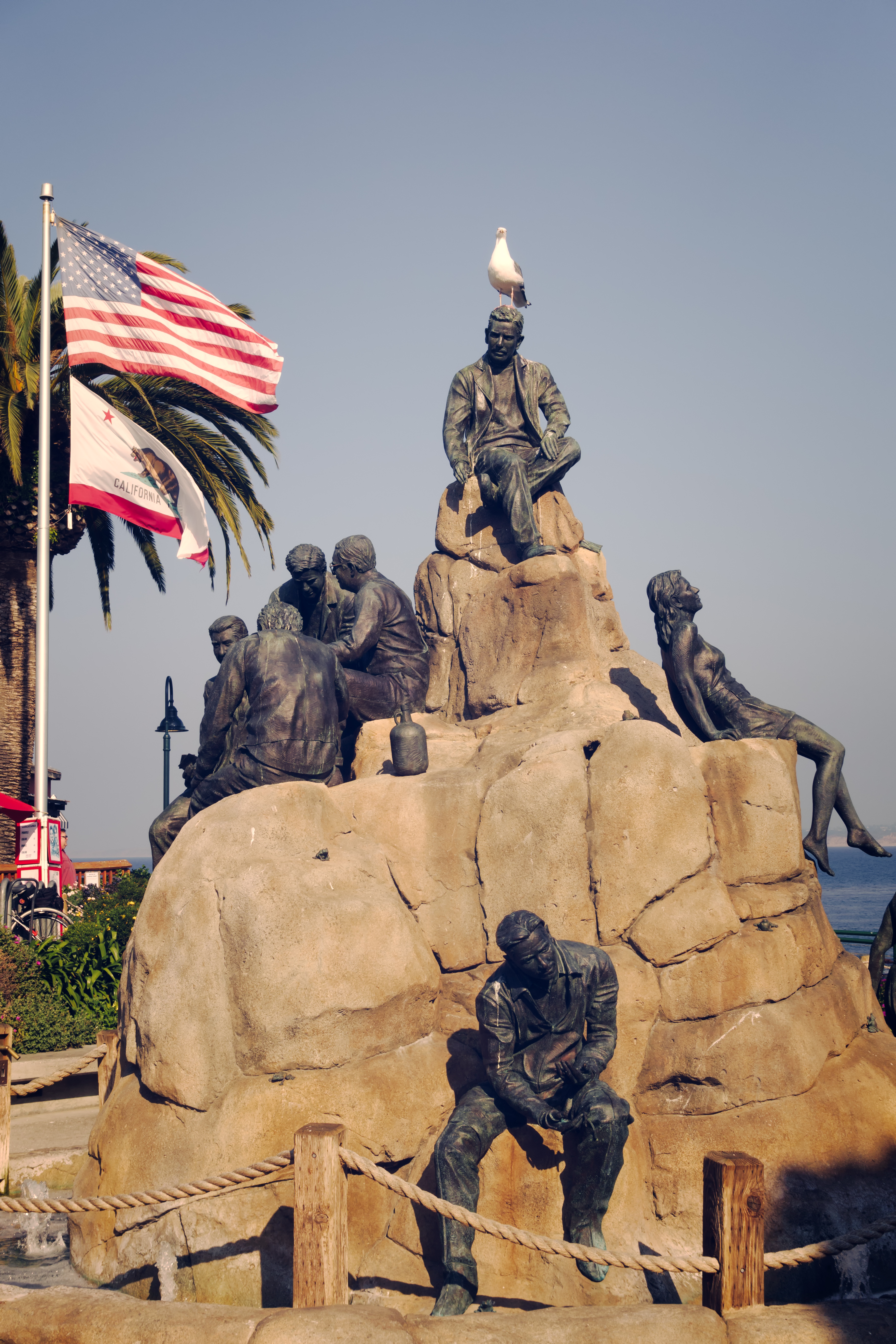
Het Cannery Row Monument met John Steinbeck (boven), Ed Ricketts (vooraan) en diverse personages uit Een blik in Cannery Row

In 2014 werd op Steinbeck Plaza, op de kruising van Cannery Row en Prescott Avenue, het Cannery Row Monument onthuld. Dit standbeeld van Steven Whyte stelt een klip voor met Steinbeck en zijn vriend Ed Ricketts, omringd door personages uit  Een blik in Cannery Row. Het onderzoeksinstituut van Monterey Bay Aquarium eerde Ricketts door een afstandbestuurde duikboot Doc Ricketts te noemen. Het kustgedeelte langs Cannery Row behoort tot het Edward F. Ricketts State Marine Conservation Area, onderdeel van het Monterey Bay National Marine Sanctuary.

### Eponiemen
Sinds 1930 zijn meer dan 16 mariene diersoorten naar Ed Ricketts vernoemd:
Sponsdieren
- Asbestopluma rickettsi
- Poecillastra rickettsi

Zoantharia
- Palythoa rickettsi

Zeeanemonen
- Pentactinia rickettsi
- Isometridium rickettsi

Borstelwormen
- Nephtys rickettsi
- Mesochaetopterus rickettsi
- Polydoa rickettsi

Pindawormen
- Siphonides rickettsi

Platwormen
- Longiprostatum rickettsi

Tweekleppigen
- Tellina (Acorylus) rickettsi

Zeenaaktslakken
- Aclesia rickettsi
- Catriona rickettsi

Aasgarnalen
- Mysidium rickettsi

Strandvlooien
- Panoploea rickettsi

Zeespinnen
- Pycnogonum rickettsi

Slijmvisachtigen
- Hypsoblenniops rickettsi

- Bibsys: 98026697
- Bibliothèque nationale de France: cb12398931h (data)
- Gemeinsame Normdatei: 119396912
- International Standard Name Identifier: 0000 0001 1070 7833
- Library of Congress Control Number: n79055298
- Nationale Bibliotheek van Tsjechië: jx20071127010
- Nationale Bibliotheek van Israël: 987007334447905171
- Nederlandse Thesaurus van Auteursnamen: 071088644
- SNAC: w676698n
- Système universitaire de documentation: 033087415
- Virtual International Authority File: 73937435
- WorldCat: E39PBJdrKvwCVtGb6B9yrgfQbd